# Blackdance
Albums de Klaus Schulze
Cyborg
(1973) Picture Music
(1975)
Blackdance est le troisième album solo de Klaus Schulze. Il a été enregistré et édité en 1974  puis réédité en 2007. C'est le premier album de Klaus Schulze paru chez Brain et Virgin, ce qui lui ouvre le marché américain et asiatique. Après ses deux premiers albums de Musique planante, Blackdance ouvre l'ère d'une Musique électronique plus abordable. L'artiste ainsi que les critiques étaient déçus de l'introduction d'une guitare acoustique et de percussions dans l'album.

## Titres
Tous les morceaux sont composées par Klaus Schulze.
| No | Titre                     | Note                        | Durée |
| -- | ------------------------- | --------------------------- | ----- |
| 1. | Waves of Changes          |                             | 17:14 |
| 2. | Some Velvet Phasing       |                             | 8:24  |
| 3. | Voices of Syn             |                             | 22:40 |
| 4. | Foreplay                  | bonus sur la réédition 2007 | 10:33 |
| 5. | Synthies Have (No) Balls? | bonus sur la réédition 2007 | 14:42 |

- Les deux titres bonus édités en 2007, n'ont pas été enregistré en 1974 à Berlin mais en 1975 ou 1976 dans les studios de Virgin.

### Waves of Changes
Le morceau démarre comme les albums précédents avec l'orgue puis s'ajoute la guitare acoustique, après quelques minutes le rythme s'accélère avec les percussions électroniques et les congas, les basses proviennent des synthés, et la mélodie provient de l'orgue Farfisa. 

### Some Velvet Phasing
Contrairement au morceau précédent,Some Velvet Phasing est plus calme, avec l'absence de percussions le morceau est plus Ambient.

### Voices of Syn
Le dernier morceau est plus expérimental, le chant d'un chanteur d'opéra est accompagné d'un orgue distordu puis viennent les percussions électroniques, la mélodie est moins harmonieuse le morceau se termine avec des sons rappelant ses albums précédents.

## Musicien
- Klaus Schulze : Guitare acoustique douze cordes, orgue Professional Duo Farfisa, Percussions, Synthétiseurs : EMS Synthi A, ARP Odyssey, ARP 2600
- Ernst Walter Siemon : Chant sur Voices of Syn